# Angelika Kratzer
Angelika Kratzer é uma linguista conhecida por seus trabalhos sobre semântica na perspectiva do gerativismo, tratando especialmente de questões de modalidade. Com Irene Heim, escreveu Semantics in Generative Grammar e fundou o periódico Natural Language Semantics. É professora emérita da Universidade de Massachusetts Amherst.